# Агеенко, Флоренция Леонидовна
Флоре́нция (Фло́ра) Леони́довна Аге́енко (14 сентября 1928 ― 22 мая 2020) — советский и российский филолог, специалист по практической орфоэпии и культуре речи. Кандидат филологических наук.

## Биография
Окончила филологический факультет Московского государственного университета имени М. В. Ломоносова, в 1954 году была приглашена в дикторскую группу Всесоюзного радио. Работала в дикторской группе Центрального вещания в 1954—1974 гг., в 1975—1991 — в дикторском отделе Центрального телевидения. В последующие годы Ф. Л. Агеенко продолжала свою деятельность в Информационном телевизионном агентстве (Программа «Время»), в телекомпаниях: «Деловая Россия», «Культура», «ТВ Центр». Проводила занятия по орфоэпии и стилистике русского языка с ведущими передач, корреспондентами, комментаторами, обозревателями.
За творческий вклад в подготовку радио- и телепередач награждена Дипломом Комитета по радиовещанию и телевидению (1970, IV, 22), Почётной грамотой Госкомитета в связи с 50-летием Советского телевидения (1981, II, 26), знаком «Отличник телевидения и радио».
Публиковала статьи о проблемах культуры речи на телевидении и радио в журналах «Русская речь», «Телевидение и радиовещание», в сборнике «Диктор у микрофона».
С 1983 г. — член Союза журналистов Москвы.
С 1985 г. — действительный член Русского географического общества.
В 1992 году в МГУ имени М. В. Ломоносова защитила диссертацию на соискание учёной степени кандидата филологических наук по теме «Проблемы орфоэпической нормы на телевидении и радио» (специальность 10.01.10 — журналистика). Научный консультант — доктор филологических наук В. Л. Воронцова. Официальные оппоненты — доктор филологических наук С. М. Кузьмина и кандидат филологических наук И. С. Стам. Ведущее учреждение — Институт русского языка имени А. С. Пушкина.
Скончалась 22 мая 2020 года.

## Словарь
В коллективе дикторов придавали большое значение вопросам правильности и чистоты звучащей речи. С первых лет существования радио в дикторской группе была заведена картотека «трудных слов», куда заносились слова, вызывавшие затруднения в произношении и ударении. На базе картотеки Радиокомитет выпустил в 1951 и 1954 году два пособия для внутреннего пользования: «В помощь диктору» и «Словарь ударений. В помощь диктору» под ред. профессора К. И. Былинского. В 1955 году руководство отдела поставило вопрос о необходимости создания нового словаря в государственном издательстве. Первое издание словаря вышло в 1960 году под названием «Словарь ударений для работников радио и телевидения» в Государственном издательстве иностранных и национальных словарей под ред. профессора К. И. Былинского. Авторы первого издания словаря — Ф. Л. Агеенко и М. В. Зарва. Заголовок словаря был изменён, так как расширился круг пользователей: это были не только дикторы, но и комментаторы, обозреватели, корреспонденты радио и телевидения.
Словарь неоднократно переиздавался. С 1960 по 2000 вышло 8 изданий словаря в том же авторском коллективе: Ф. Л. Агеенко и М. В. Зарва. Со второго по шестое издание (1967, 1970, 1971, 1984, 1985) словарь выходил под редакцией профессора Д. Э. Розенталя. Со второго по четвёртое издание (1967, 1970, 1971) он выпускался в издательстве «Советская энциклопедия», а с пятого по седьмое (1984, 1985, 1993) — в издательстве «Русский язык». Седьмое и восьмое издание словаря выходили под заголовком «Словарь ударений русского языка», подзаголовок «для работников радио и телевидения» был снят. Это свидетельствовало о том, что значительно расширился круг пользователей. Восьмое издание вышло в свет в 2000 году в издательстве «Айрис Пресс» под редакцией М. А. Штудинера.
В состав словаря входили имена нарицательные и собственные. С первого по четвёртое издание они давались в общем алфавите. В пятом издании появилось два раздела: «Имена нарицательные» и «Имена собственные». В 2001 году в издательстве «НЦ ЭНАС» вышло две книги: «Собственные имена в русском языке» (автор Ф. Л. Агеенко) и «Русское словесное ударение» (автор М. В. Зарва). В 2010 году издательство «Мир и образование» выпустило в свет новое издание «Словарь собственных имен русского языка. Ударение. Произношение. Словоизменение». В отличие от предыдущих изданий, в словаре даются сведения не только об ударении и произношении, но и о словоизменении собственных имен, чтобы закрепить литературную норму и способствовать устранению разнобоя в речи.

## Награды
- Отличник телевидения и радио